# ندر وینچنتون
ندر وینچنتون (به انگلیسی: Nether Winchendon) یک روستا و محله مدنی در بریتانیا است که در Aylesbury Vale واقع شده‌است. ندر وینچنتون ۱۶۵ نفر جمعیت دارد.